# کمدی ایتالیایی

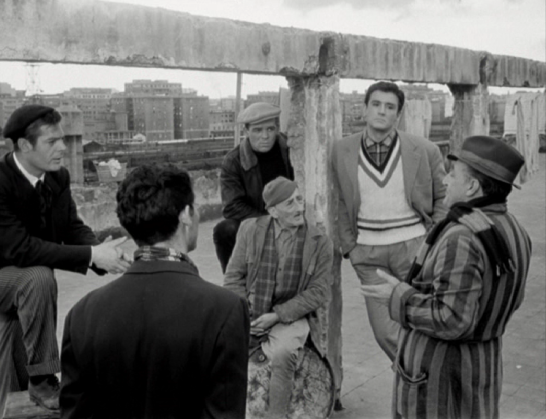
آدم‌های ناشناس ساخته ماریو مونیچلی (۱۹۵۸)

کمدی ایتالیایی (به ایتالیایی: Commedia all'italiana) که با نام «کمدی به سبک ایتالیایی» نیز شناخته می‌شود، یک ژانر فیلم ایتالیایی است که در دهه ۱۹۵۰ در ایتالیا شکل گرفت و در دهه‌های ۱۹۶۰ و ۱۹۷۰ توسعه یافت. این‌گونه به نظر می‌آید که با آدم‌های ناشناس ساخته ماریو مونیچلی در سال ۱۹۵۸ آغاز شده‌است، و نام خود را از عنوان طلاق به سبک ایتالیایی اثر پیترو گرمی (۱۹۶۱) گرفته‌است. به گفته بسیاری از منتقدان، تراس(۱۹۸۰) اثر اتوره اسکولا آخرین اثری است که بخشی از کمدی ایتالیایی محسوب می‌شود.
این اصطلاح به جای یک ژانر خاص، دوره‌ای را نشان می‌دهد (تقریباً از اواخر دهه ۱۹۵۰ تا اوایل دهه ۱۹۷۰) که در آن صنعت فیلم ایتالیا در حال تولید کمدی‌های موفق بسیاری، با برخی ویژگی‌های مشترک مانند طنز رفتار، مضامین مسخره و گروتسک بود. تمرکز بر مسائل اجتماعی آن دوره (مانند مسائل جنسی، طلاق، پیشگیری از بارداری، ازدواج روحانیون، رشد اقتصادی کشور و پیامدهای مختلف آن، نفوذ مذهبی سنتی کلیسای کاتولیک در ایتالیا) و پرداختن به طبقه متوسط که با پس‌زمینه‌ای از غم و اندوه و انتقاد اجتماعی داشتند، محتوای کمیک را کمرنگ می‌کند.